# 1-й султанський козацький полк

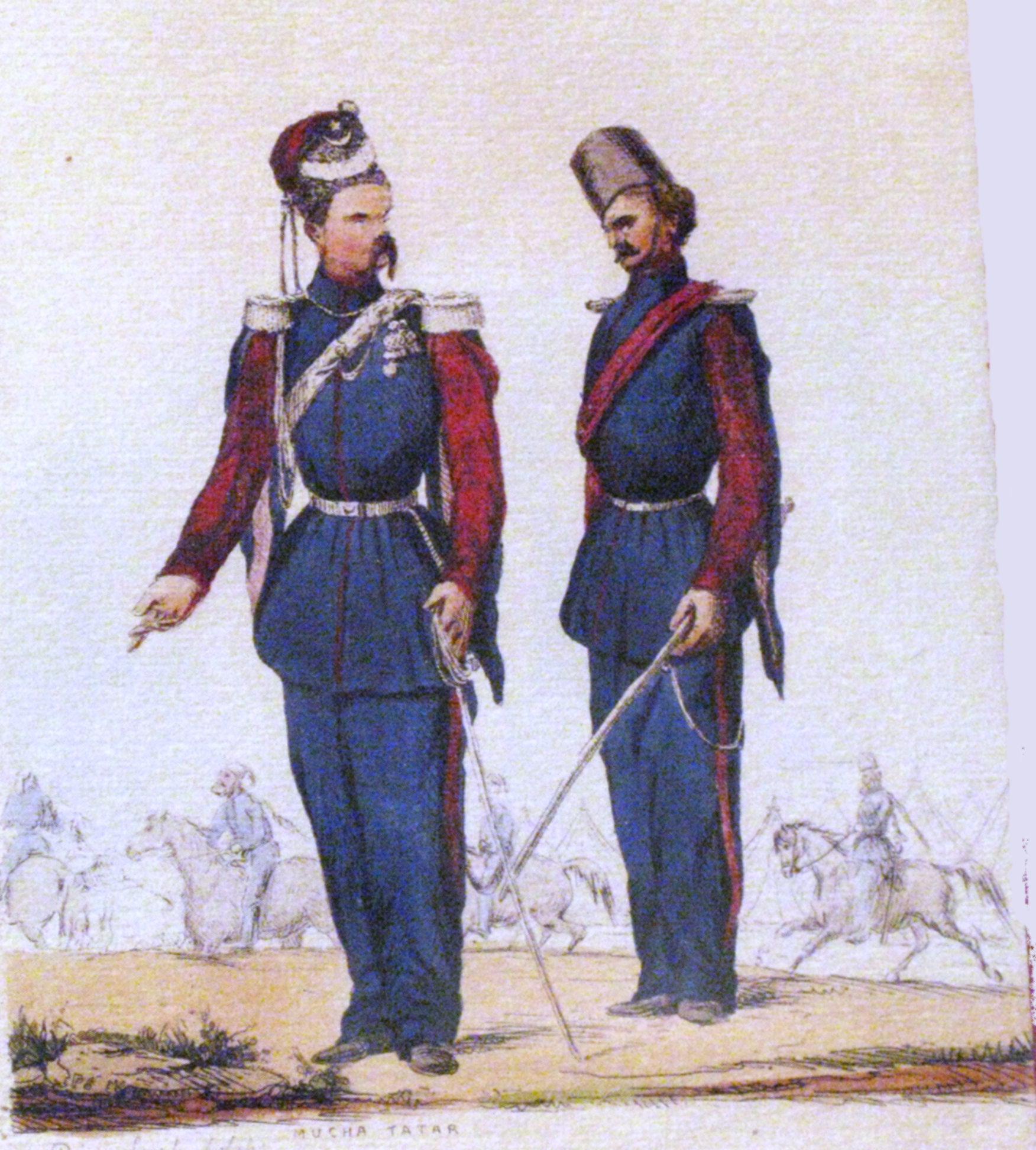
Вояки 1-го полку султанських козаків

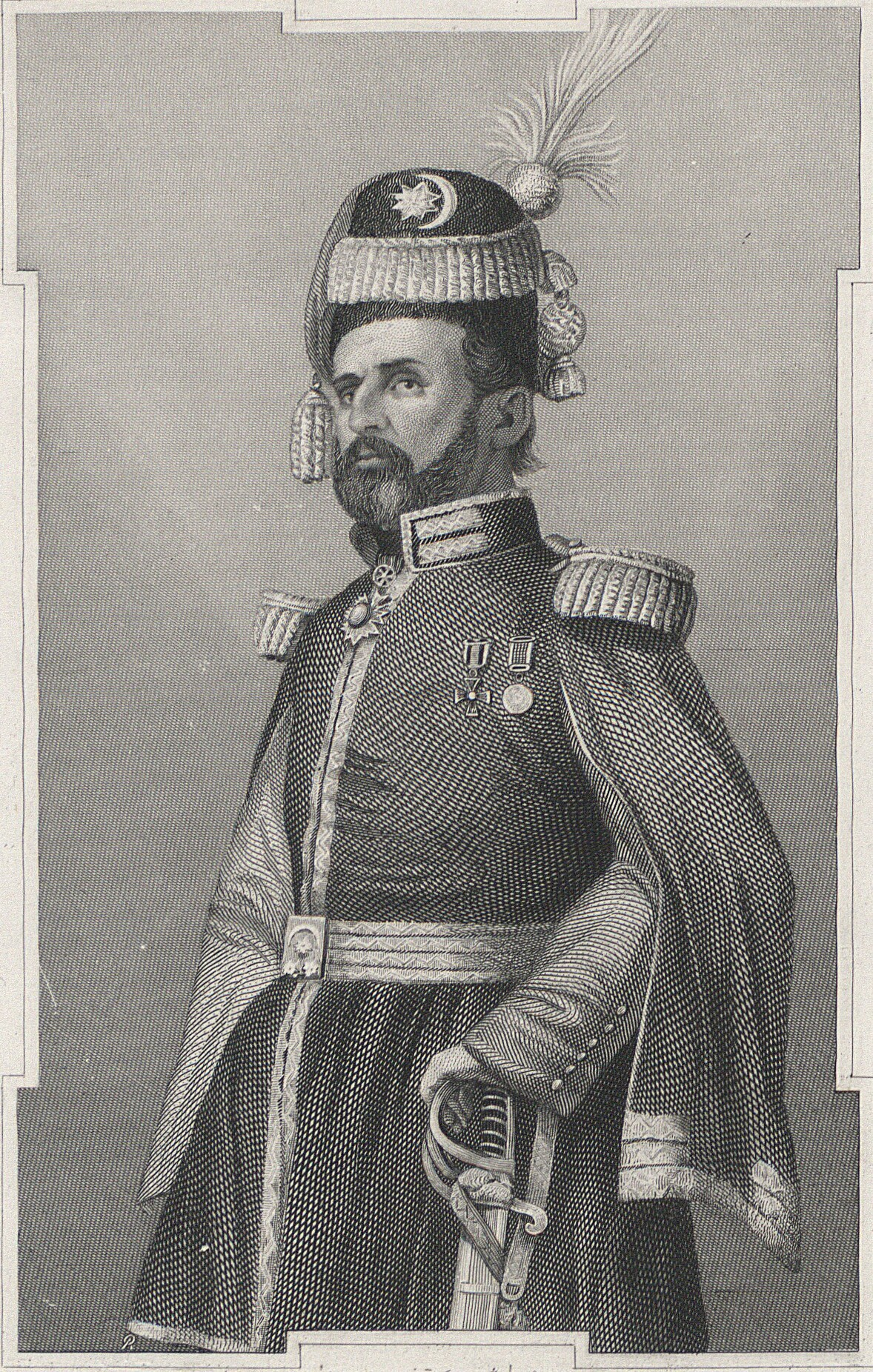
Михайло Чайковський, він же Мехмет Садик-паша

1-й султанський козацький полк (пол. I Pułk Kozaków Sułtańskich) — польське військове формування, створене наприкінці 1853 року (за часів Кримської війни) під егідою польського еміграційного монархістського консервативно-ліберального табору, відомого як «отель Ламбер».
Творцем підрозділу був польський політик і військовик Михайло Чайковський, який багато років проживав у Туреччині.
1-й султанський козацький полк задумували задіяти у війні проти Росії.